# ゲバラ (ゲーム)
『ゲバラ』は、1987年にSNKが開発、販売したアーケード用アクションシューティング。
舞台はキューバ革命で、操作キャラクターはそれぞれチェ・ゲバラとフィデル・カストロ、敵の独裁者はフルヘンシオ・バティスタがモデルになっている。
採用されている音源チップはYM3526とY8950である。
1988年にはファミリーコンピュータに、2011年にはSNKアーケードクラシックスゼロの1タイトルとしてPlayStation Portableに移植された。海外では『Guerrilla War』（ゲリラウォー）のタイトルでNESでのみ発売され、ゲバラやカストロの名前は直接出てこなくなっている。

## システム
「ループレバー」と呼ばれるスティックとダイヤルが組み合わさったレバーと2ボタンで操作する（ループレバーの解説は『怒』を参照）。スティックで移動、ダイヤルでキャラクターの向きを動かす。
銃発射ボタンでのショットと手榴弾ボタンによる爆破、そして戦車に乗り砲弾を発射したりして敵や地形を対処しながら全5面を進む、縦スクロール型アクションシューティング。
敵が落とす武器により、グレネードランチャーや火焔放射器に強化できる。残弾数がなくなると、元の武器に戻る。
捕虜を助けると1000点のボーナスが入るが、敵に背後から撃たれる、または同士討ちをしてしまうと500点のマイナスになる。
戦車は砲弾を撃てたり敵を轢いたりできるほか、被弾を受けても死なないなど強力ではあるが、通常弾を一定量被弾するか、爆破系の攻撃を食らうか、徐々に減る燃料が尽きれば自爆する。特定のアイテムを拾うか捕虜を助けると、燃料が補給される。
爆破系の武器は土嚢やバリケードなどの障害物を破壊したり敵をまとめて倒せるが橋も壊れるので、戦車では先に進めなくなることもある。

## 海外版
前述の通り、本作はキューバ革命とチェ・ゲバラを題材にしているが、海外版ではそれらの名前が伏せられており、ストーリーも某国の某独裁者に某リーダーとその同士が立ち向かうといった、固有名詞を避けた内容に変わっている。ただし、ゲーム上のグラフィックなどに特に変更はなく、ゲーム性に影響を受ける改変もない。

## 家庭用版
| No. | タイトル                      | 発売日         | 対応機種                      | 開発元 | 発売元     | メディア                              | 備考               |
| --- | ----------------------------- | -------------- | ----------------------------- | ------ | ---------- | ------------------------------------- | ------------------ |
| 1   | ゲバラ                        | 1988年12月26日 | ファミリーコンピュータ        | SNK    | SNK        | ロムカセット                          |                    |
| 2   | SNKアーケードクラシックスゼロ | 2011年4月21日  | PlayStation Portable          | SNK    | SNK        | UMD ダウンロード                      | アーケード版の移植 |
| 3   | アーケードアーカイブス ゲバラ | 2021年2月25日  | PlayStation 4 Nintendo Switch | SNK    | ハムスター | ダウンロード (アーケードアーカイブス) | アーケード版の移植 |

ファミリーコンピュータ版
SNKによって移植・発売された。アーケード機と家庭用機とのハードウェアの違いなどから、アーケードに忠実なものではなく以下のようなアレンジ移植がなされている。
- 十字キーになったことにより、キャラクターの移動と攻撃方向が統一された。
- 操作キャラクターの移動速度が速くなった。
- 新たなステージ、武器が追加された。
- 無限コンテニューになった。
- プレイ人数選択画面でA+B+スタートで難易度選択、ステージセレクトが出来るようになった。
- 隠し要素として『サスケ VS コマンダ』がおまけで追加されている。

PlayStation Portable版
SNKによって移植・発売された『SNKアーケードクラシックスゼロ』の1タイトルとしてアーケード版を収録。設定イラストなどが楽しめる「ギャラリーモード」も搭載されている。
PlayStation 4、Nintendo Switch版
アーケードアーカイブスとしてダウンロード販売。他のアケアカ作品同様に中断データ作成、ハイスコアランキング、キャラバンモード等が追加されている。

## 評価
ライター・河嶌太郎は、ウェブサイト・AERA dot.に寄せたファミコン版についての記事の中で、スタッフロールの後にゲバラの死とカストロのその後が描かれていることについて触れ、「なんとも爽快感あふれるゲームをしているはずなのに、歴史の勉強にもなるという一石二鳥のお得感が味わえた。」と評価している。